# Zinzendorfstraße (Radebeul)
Die Zinzendorfstraße ist eine etwa 380 Meter lange Innerortsstraße der sächsischen Stadt Radebeul, gelegen in der Ursprungsgemarkung Alt-Radebeul. Die Straße war im Mittelalter Teil der Altstraße Rennsteig, die auf Radebeuler Gebiet an der Furt bei Altserkowitz begann, auf der Serkowitzer Straße am Dorfkern von Radebeul (Am Kreis) vorbeilief und dann nach der Zinzendorfstraße und der Einsteinstraße durch die Junge Heide nach Klotzsche weiterführte.

## Bebauung

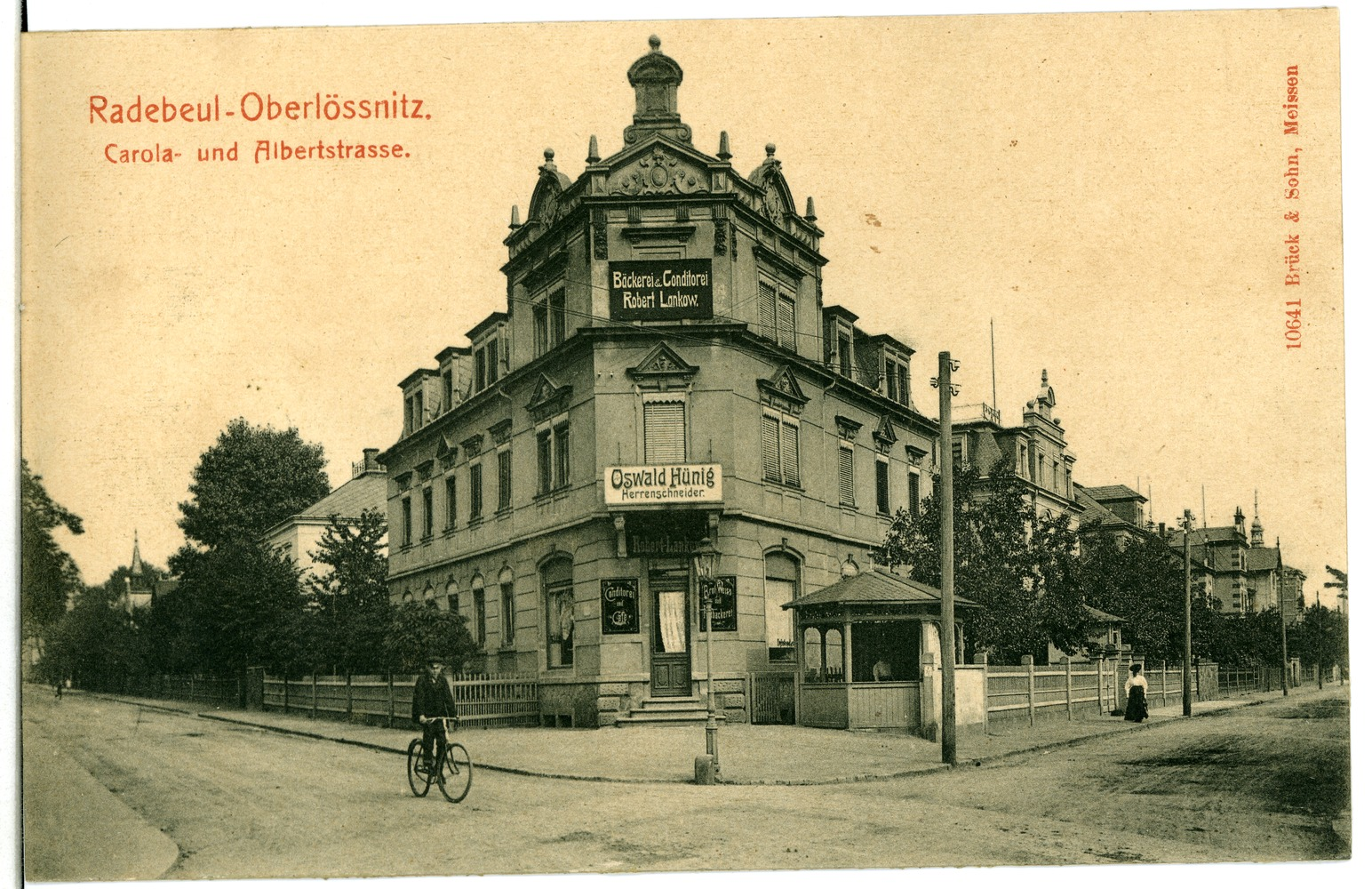
Zinzendorfstraße (links), Ecke Wichernstraße 12 (1909). Links hinten mit Türmchen: Nr. 17, rechts hinten mit Türmchen: Wichernstraße 22 am Albertplatz

Einige Kulturdenkmale liegen entlang der Straße und sind daher in der Liste der Kulturdenkmale in Radebeul (Gemarkung) aufgeführt:
- Nr. 1, Nr. 7, Nr. 8, Nr. 13, (Villa) Ljosalfaheim (Nr. 15), Villa Kolbe (Nr. 16),[1] Villa Große (Nr. 17)

Der Park der Villa Kolbe ist selbst auch ein Kulturdenkmal, ein Werk der Landschafts- und Gartengestaltung. Die Villa wird im Dehio-Handbuch beispielhaft erwähnt.
Der Straßenausbau erfolgte in den Jahren 1882 und 1893.

## Benamung
Die Straße war im Mittelalter Teil des Rennsteigs von der Furt bei Serkowitz bis nach Bühlau. Später trug der Straßenzug auch den Namen Langer Weg.
1886 erhielt die Straße den Namen Carolastraße, der 1945 in Zinzendorfstraße umgewidmet wurde, zu Ehren des Theologen und Gründers der Herrnhuter Brüdergemeine, Nikolaus Ludwig von Zinzendorf.

## Anwohner

Villa Kolbe 1897

Der Chemiker und Industrielle Carl Kolbe, Leiter der nahegelegenen Chemischen Fabrik v. Heyden, ließ sich auf einem großen Anwesen an der Meißner Straße, zwischen Rathenaustraße und Zinzendorfstraße, einen „Villenbau im Stil eines deutschen Renaissanceschlosses“ errichten.